# Cogniauxia podolaena
Cogniauxia podolaena är en gurkväxtart som beskrevs av Henri Ernest Baillon. Cogniauxia podolaena ingår i släktet Cogniauxia, och familjen gurkväxter. Inga underarter finns listade i Catalogue of Life.